# 群馬県道17号前橋停車場線
群馬県道17号前橋停車場線（ぐんまけんどう17ごう まえばしていしゃじょうせん）は、群馬県前橋市を通過する県道（主要地方道）である。

## 概要
群馬県前橋市表町のJR前橋駅前から同市本町の国道50号を結ぶ路線である。
全長わずか500mほどの短い路線であるが、全線6車線で整備されており、道に沿って植樹されたケヤキは、前橋駅前から群馬県庁前まで続く並木の一部となっており、「ふるさとのケヤキ並木」で、昭和62年度手づくり郷土賞（ふれあいの並木道）受賞。読売新聞社選定の「新・日本街路樹100景」（1994年）のひとつにも選定されている。

### 路線データ
- 総延長 : 0.5021 km[1]
- 実延長 : 0.5021 km[1]
- 起点 : 群馬県前橋市表町2丁目（前橋駅前交差点/前橋駅北口＝群馬県道109号石倉前橋停車場線交点）
- 終点 : 群馬県前橋市表町2丁目/本町2丁目（本町二丁目五差路交差点、国道50号・群馬県道4号前橋赤城線交点）

## 歴史
- 1920年（大正9年）4月1日 - 前橋市堅町（たつまち　現・前橋市千代田町）原標 - 前橋停車場間を「前橋停車場線」として群馬県道指定[3]。
- 1954年（昭和29年）8月10日 - 群馬県告示第383号「県道路線廃止に関する告示」により従前路線を廃止、区間短縮・起終点変更で前橋停車場 - 前橋市本町間を新たに県道指定[1][4]。名称は従前を踏襲。
- 1993年（平成5年）5月11日 - 建設省から、県道前橋停車場線が前橋停車場線として主要地方道に指定される[5]。

## 路線状況

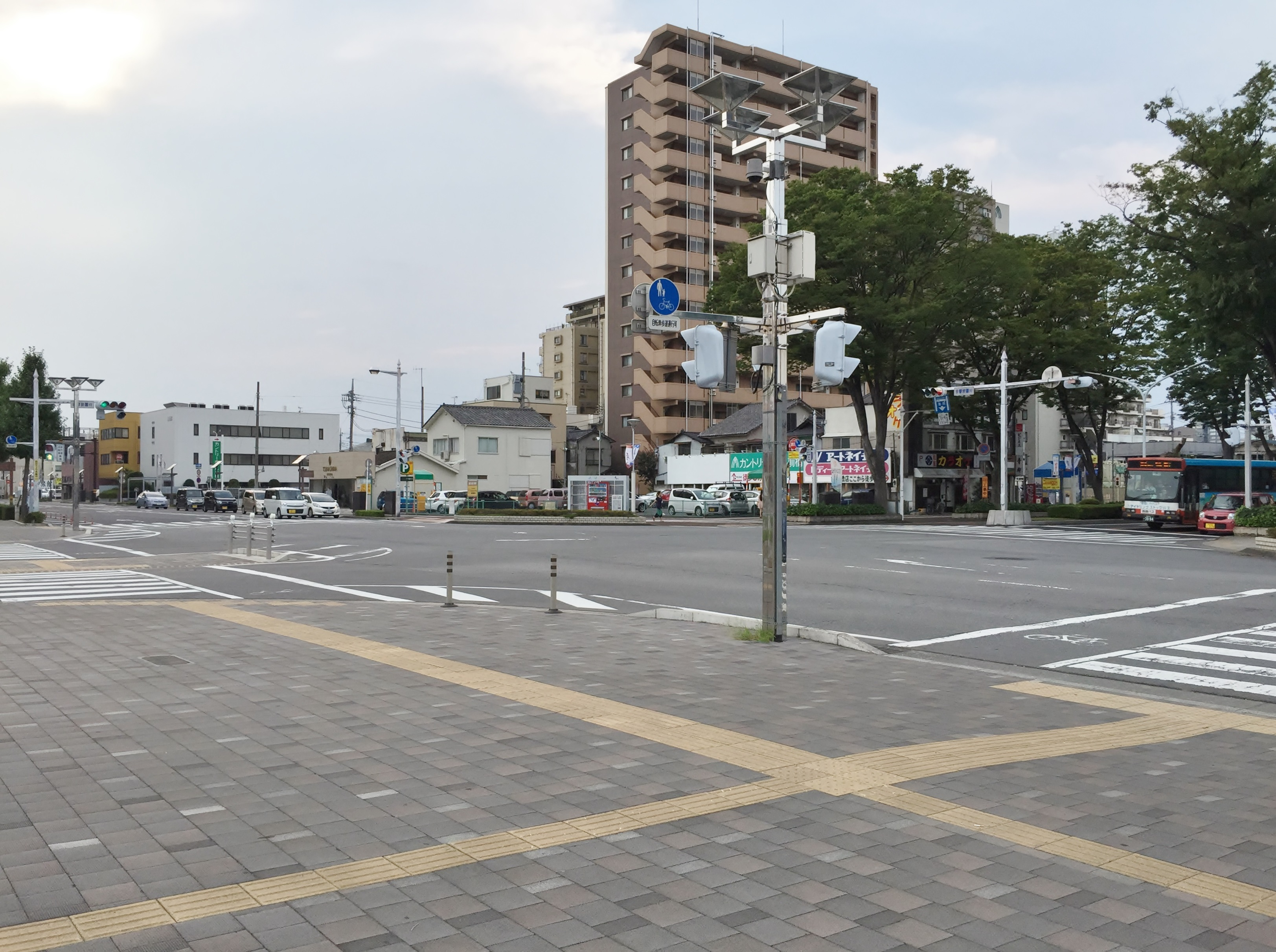
前橋駅前交差点
（起点、2015年8月）
県道109号の終点でもある。写真右奥方向が県道17号、写真左奥方向が県道109号、写真左手前方向が前橋駅北口ロータリー、写真右手前方向が市道である。

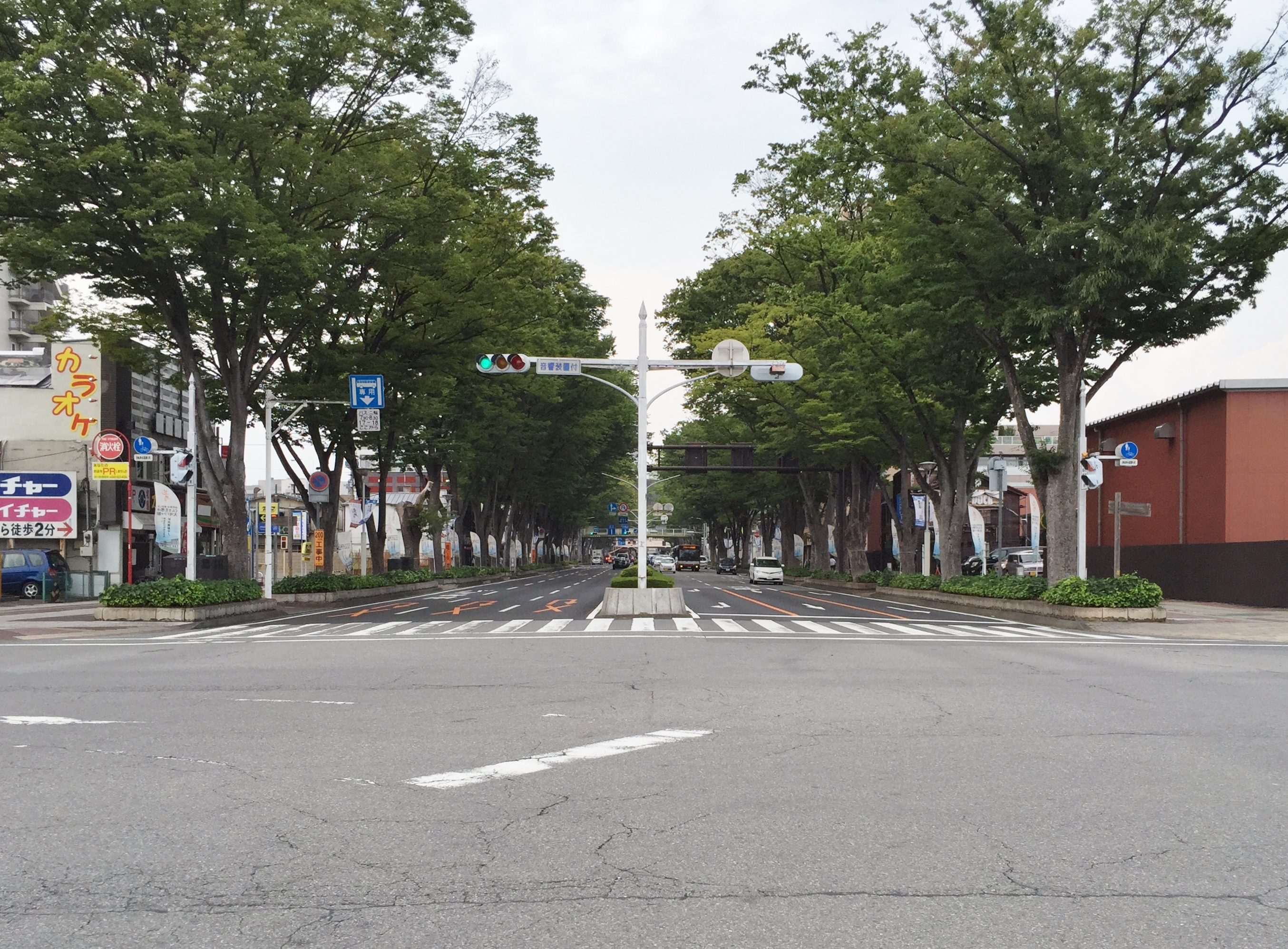
起点から本県道（けやき通り）を望む
（2015年8月）

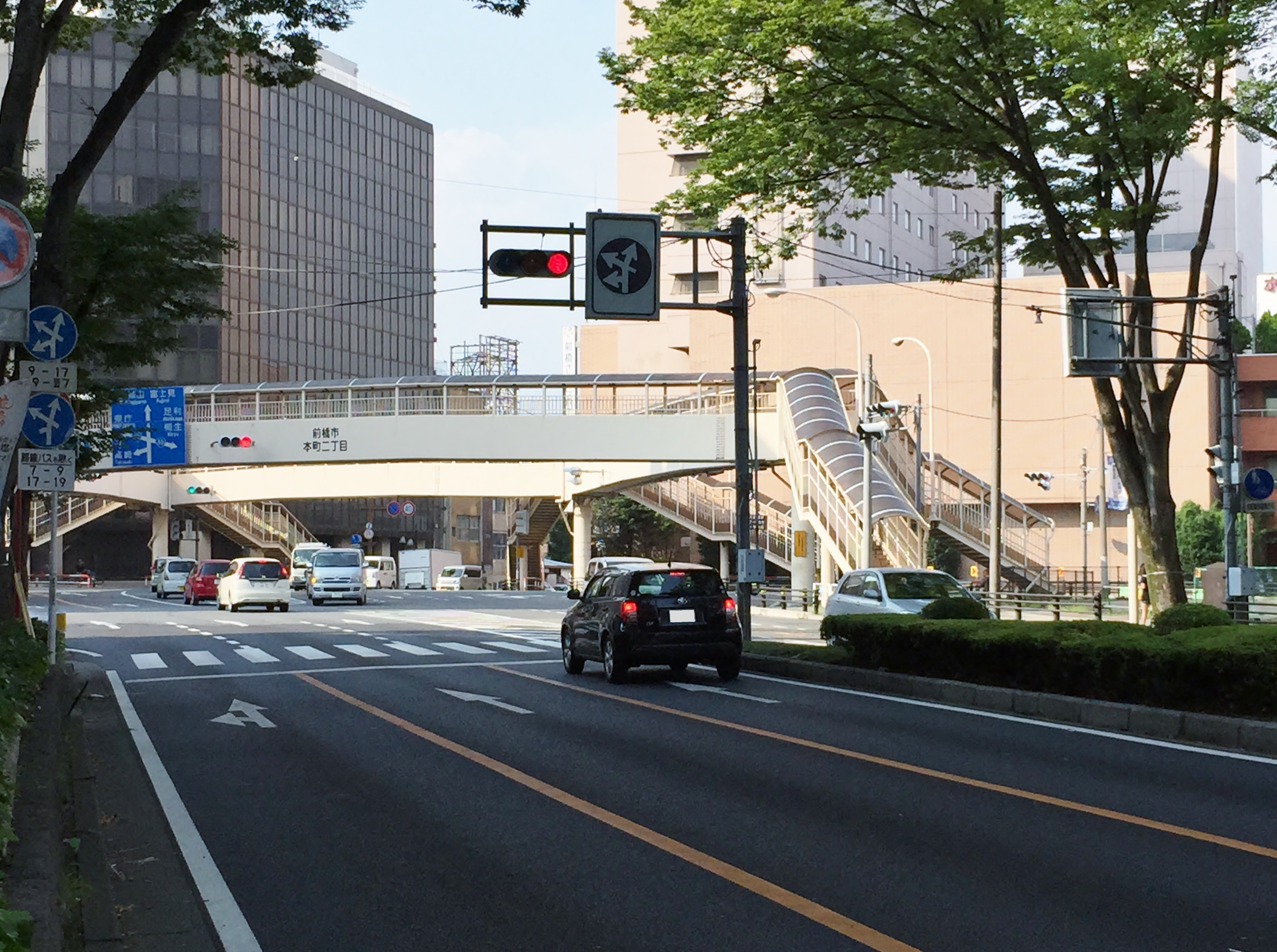
本町二丁目五差路の交差点
（終点、2015年8月）
写真手前方向が県道17号、写真奥方向が県道4号、写真左奥・右手前方向が国道50号、写真左手前方向が市道である。

ケヤキ並木は1950年（昭和25年）に戦災復興事業の一環として植樹されたもので、前橋市のシンボルとなっている。一方で1980年代の一時期、おびただしいムクドリのねぐらとなって糞害を起こし、物議を醸したこともある。
沿道はオフィスビルが建ち並び、企業の支店等が多く入居するメインストリートであったが、前橋市全域の市街地空洞化と、過度のモータリゼーション進行に伴う渋滞発生や駐車場不足により沿道から撤退した企業も多く、衰退が著しいのが現状である。
終点の本町二丁目五差路交差点はその名前の通り五方向から道路が交差する変形交差点で赤信号が長いうえにどの方向も交通量が多く、渋滞の原因となっている。

### 通称
- けやき通り

## 地理

### 通過する自治体
- 前橋市

### 交差する道路
- 群馬県道109号石倉前橋停車場線（起点）
- 国道50号・群馬県道4号前橋赤城線（終点）

### 沿線
- 前橋駅（JR両毛線）（前橋市表町2丁目）
- エキータ（前橋市表町2丁目）
- 前橋市立桃井小学校（前橋市表町1丁目）